# Lenzenformule
De lenzenformule is een formule uit de  geometrische optica die het verband beschrijft tussen de beeldafstand, de voorwerpsafstand en de brandpuntsafstand van een lens. De formule wordt ook wel gebruikt voor de lenzenmakersformule, een formule die het verband geeft tussen de brandpuntsafstand, de kromtestralen en de brekingsindex, maar dat is een andere formule.
De formule geldt voor een ideale dunne lens, in de paraxiale benadering.
De lenzenformule geeft niet, zoals de gebruikelijke vorm suggereert, de brandpuntsafstand als functie van de voorwerps- en beeldafstand, maar geeft het verband tussen beeldafstand en voorwerpsafstand bij een gegeven brandpuntsafstand. De formule wordt afgeleid uit de gelijkvormigheid van de driehoeken van lichtstralen met voorwerp en beeld als zijden.
Deze formule wordt gegeven door
{\displaystyle {\frac {1}{f}}={\frac {1}{v}}+{\frac {1}{b}}.}
Daarin is
- {\displaystyle f} de brandpuntsafstand. Deze is positief voor een bolle (positieve) lens en negatief voor een holle (negatieve) lens.
- {\displaystyle v} de voorwerpsafstand (de afstand van het voorwerp tot het optisch middelpunt, gemeten langs de hoofdas). Bij reële voorwerpen is deze positief. In lenzenstelsels dient het beeld van de ene lens als voorwerp voor de volgende lens. In zo'n geval kan dit voorwerp ook voorbij de tweede lens liggen en daar dus een negatieve voorwerpsafstand hebben.
- {\displaystyle b} de beeldafstand (de afstand van het beeld tot het optisch middelpunt, gemeten langs de hoofdas). Deze is positief voor een reëel beeld en negatief voor een virtueel beeld.

## Voorbeelden
1. Zet men voor een bolle lens een voorwerp op een afstand gelijk aan tweemaal de brandpuntsafstand van de lens, dan verschijnt het beeld even ver aan de andere kant. 
 Voor f = 0,50 m en v = 1,0 m, levert de formule b = 1,0 m.
2. Als men voor een bolle lens een voorwerp op de helft van de brandpuntsafstand zet, krijgt men een virtueel beeld, met een beeldafstand kleiner dan nul volgens de tekenafspraak. 
 Zo geven f = 50 cm = 0,5 m en v = 25 cm = 0,25 m een beeldafstand b = –0,5 m = –50 cm

## Spiegelformule
De lenzenformule geldt ook voor vlakke, holle en bolle spiegels. Voor een vlakke spiegel is f oneindig, 1/f = 0, en zijn v en b dus gelijk. Voor een holle spiegel is f positief, voor een bolle negatief. Het teken van b is positief voor een reëel beeld en negatief voor een virtueel beeld.

## Dikke lenzen en lenzenstelsels
Wanneer de dunnelensbenadering niet mogelijk is, zie dikke lens.